# Hazte Oír
Hazte Oír és una associació ultracatòlica, extremista d'ultradreta fundada el 2001 i presidida per l'advocat radical Ignacio Arsuaga.
Es considera que l'associació està vinculada a la ultradreta, i és coneguda pel seu posicionament anti avortament i per les seves campanyes delictives de difamació contra el col·lectiu LGBT i als moviments feministes. Segons la pròpia memòria de l'associació, compta amb aproximadament 7.000 socis i un pressupost d'uns 2,6 milions d'euros, provinents de quotes (1,6 milions), donatius (997.000 euros) i recaptacions en esdeveniments públics (17.000 euros).
Segons un jutge de Madrid, l'organització està relacionada amb El Yunque, una organització mexicana que promou l'homofòbia al seu país. Tot i això, l'anterior ministre Jorge Fernández Díaz va declarar l'entitat una associació d'utilitat pública el 7 de maig de 2013. El Govern de Pedro Sánchez l'hi va retirar aquesta condició el 5 de febrer del 2019
El febrer de 2017 va ser protagonista d'una polèmica per decorar un autobús amb la frase "los niños tienen pene, las niñas tienen vulva. Que no te engañen" i passejar-ho pel centre de Madrid. L'organització volia fer una ruta per Espanya per a difondre el seu missatge. Però després d'un fort rebuig a les xarxes socials, diversos polítics van reclamar a la fiscalia que investigués un possible delicte de transfòbia. La campanya era una reacció a una campanya en favor dels nens i nenes transsexuals que es va difondre al País Basc i Navarra a principis de 2017.
Al mes següent van intentar entrar a Catalunya amb l'autobús per tal de seguir amb la seva campanya, però els Mossos d'Esquadra els van interceptar a Martorell; a més d'acusar-los de difondre missatges de transfòbia i de fer-los-els retirar completament de l'autobús, els van multar amb 1.700 €.